# Cattleya pumila
Cattleya pumila là một loài thực vật có hoa trong họ Lan. Loài này được Hook. mô tả khoa học đầu tiên năm 1838.

## Hình ảnh

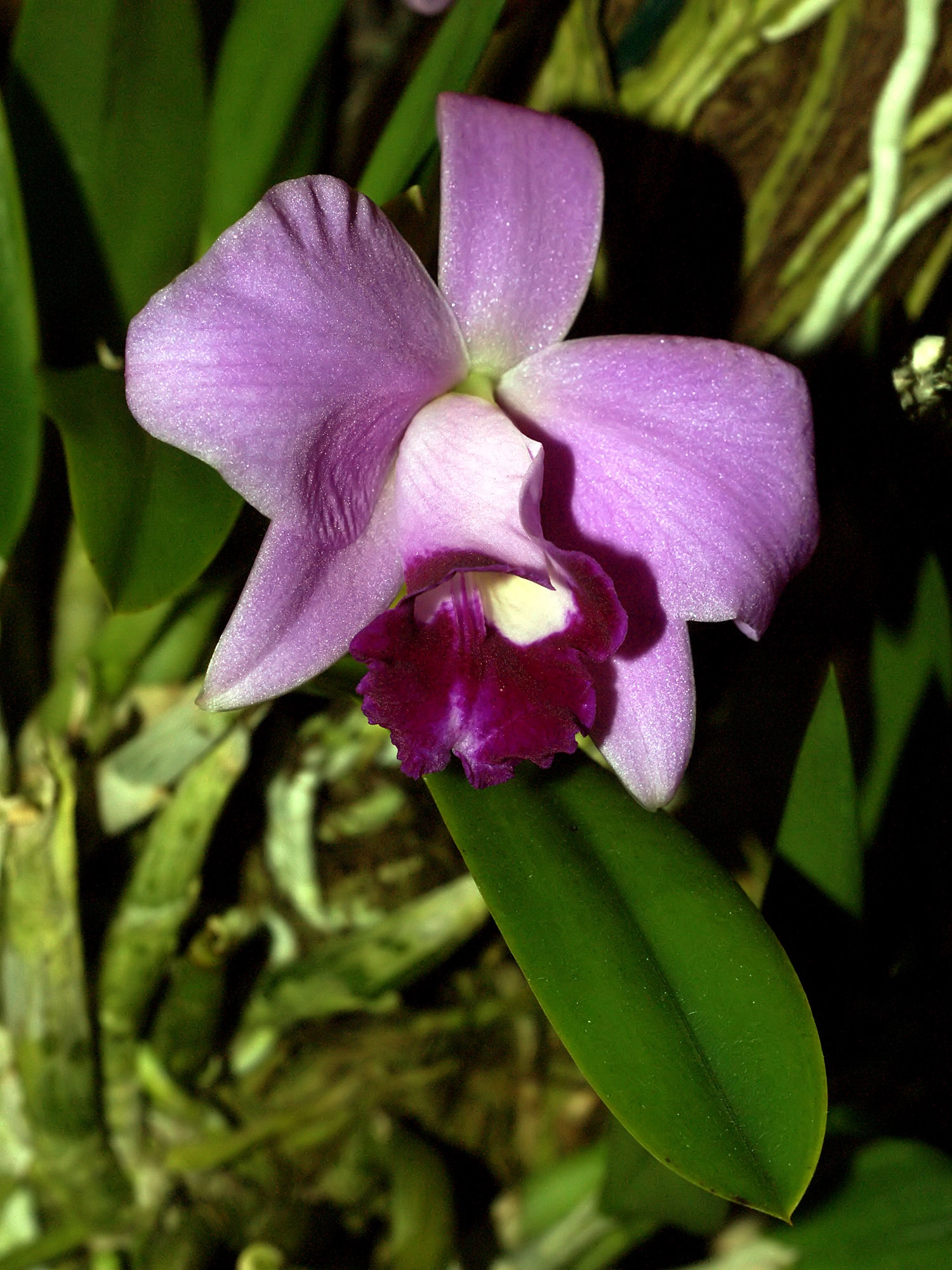
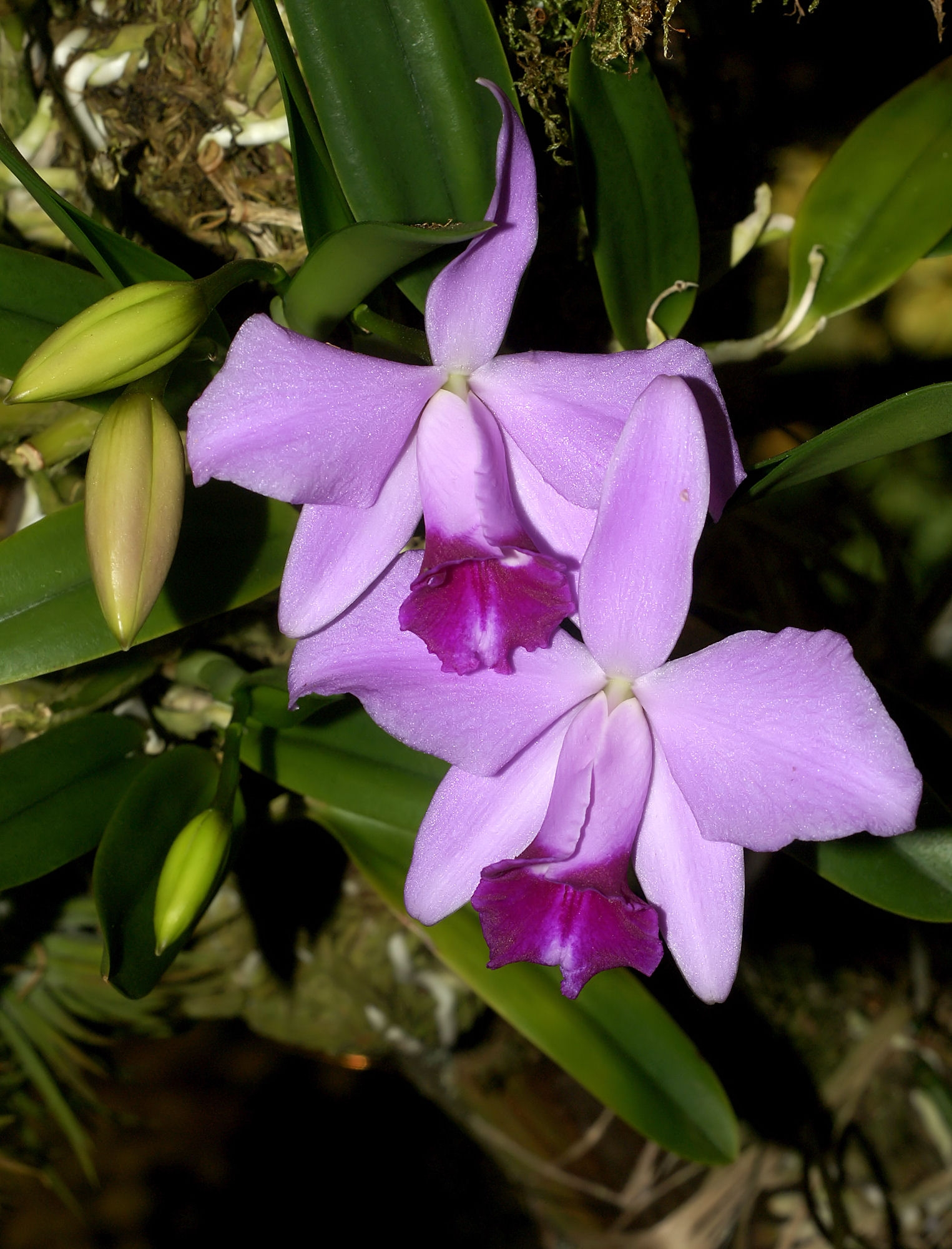